# Orașul și stelele
Orașul și stelele (1956) (titlu original The City and the Stars) este un roman science fiction de Arthur C. Clarke. Romanul este o versiune extinsă și revizuită a nuvelei sale Against the Fall of Night, publicată în 1948 în revista Startling Stories.
Versiunea prezentă în roman diferă în detalii față de nuvelă, aceasta din urmă rămânând suficient de populară pentru a fi reeditată și după ce a fost publicat Orașul și stelele. Clarke a relatat în cuvântul înainte al unora dintre ediții anecdota despre discuția purtată de un psihiatru cu un pacient aflat la terapie, în care ei nu și-au dat seama că unul citise romanul, iar celălalt nuvela.
În 1990 a fost publicată cartea Beyond the Fall of Night, care cuprinde nuvela lui Clarke și o continuare scrisă de Gregory Benford. Continuarea a fost criticată pentru nepotrivirile sale atât cu faptele prezentate în nuvelă, cât și cu cele din roman.

## Intriga
Omenirea s-a avântat în spațiu, unde s-a alăturat altor civilizații galactice. Dornice să creeze o minte supremă, nemuritoare, aceste civilizații au dat naștere unui adevărat monstru, pe care cu greu au reușit să-l izoleze în interiorul unei stele neutronice. Temându-se că, odată cu sfârșitul stelei, creația va deveni liberă și va încerca să se răzbune, civilizațiile galactice părăsesc galaxia. Omenirea nu vrea să plece și își abandonează imperiul galactic, retrăgându-se pe Pământ. După un miliard de ani, oceanele planetei au secat, iar Pământul s-a transformat într-un imens deșert, în care au supraviețuit doar două orașe.
Diaspar este un oraș închis, în care omenirea a atins nemurirea. Conștiințele oamenilor sunt stocate în Băncile Memoriei din Computerul Central. Oamenii „se nasc” adolescenți și, după câțiva ani de educație formală, își recapătă amintirile din viețile anterioare. Cetățenii Diasparului sunt închistați în cutume sociale și sunt incapabili să-și imagineze părăsirea orașului. Ideea deșertului înconjurător le provoacă o teamă irațională și toate scrierile istorice ale lor vorbesc despre Diaspar ca singurul oraș în care a supraviețuit omenirea.
Lys, pe de altă parte, este un oraș al oamenilor telepați, care se nasc, trăiesc, fac copii și mor. Ei știu despre existența Diasparului, dar nu vor să interacționeze cu el, considerându-l o cultură închistată, inferioară. Cu toate acestea, păstrează o linie de comunicație subterană cu acest oraș, pe care-l vizitează incognito uneori.
Periodic, în Diaspar se nasc persoane care nu au mai trăit vreo viață și care, implicit, nu sunt limitați de condiționările lor anterioare. Aceștia nu și-au pierdut curiozitatea și sunt dornici să exploreze ceea ce este în afara Diasparului, ajungând invariabil în Lys, unde decid să rămână. Nu este și cazul lui Alvin, un tânăr care decide să încalce toate tabuurile. El distruge barierele care separă Lys de Diaspar și explorează împrejurimile găsind urme ale fostei civilizații umane. El găsește o ființă extraterestră, discipol al unui antic fondator de religii pe care-l numește Stăpânul, care are în slujba ei un robot. Cu ajutorul acestuia și al unei nave spațiale, Alvin explorează galaxia și readuce urmașilor omenirii istoria reală. 

## Personaje
- Alvin - tânăr din Diaspar aflat la prima viață; curiozitatea îl împinge să exploreze exteriorul orașului, unde descoperă orașul Lys și ruinele vechiului imperiu galactic uman
- Khedron - bufonul Diasparului, persoană înviată periodic de Băncile Memoriei pentru a aduce o doză de aleator în viața închistată a orașului
- Jeserac - tutorele lui Alvin
- Seranis - una dintre conducătoarele orașului Lys
- Hilvar - fiul lui Seranis, devine prieten apropiat al lui Alvin
- Alystra - tânără din Diaspar îndrăgostită de Alvin
- Eriston și Etania - părinții lui Alvin, adică persoanele desemnate să aibă grijă de el până ajunge la vârsta majoratului
- Vanamonde - minte supremă, nemuritoare, aflată în perioada copilăriei

## Opinii critice
Andrew Kaufman este de părere că romanul a îmbătrânit bine și că, deși nu se ridică la nivelul unor opere ca Sfârșitul copilăriei sau 2001: O odisee spațială, „merită să fie inclus printre cele mai bune romane SF ale tuturor timpurilor”. Goodreads acordă cărții 4,06 stele din 5, în timp ce Hard SF, deși apreciază romanul, atrage atenția asupra faptului că tehnologia prezentată de Clarke nu pare a fi dintr-un viitor situat la un miliard de ani în viitor, ci cel mult un mileniu și își exprimă dezamăgirea pentru apelarea la telepatie fără ca aceasta să fie justificată științific.

## Comparație cu nuvelaAgainst the Fall of Night
Romanul constituie o extindere și revizuire a nuvelei Against the Fall of Night, cauzată pe de o parte de nemulțumirea lui Clarke față de primul text și, pe de altă parte, de progresele științifice. Cele două texte au circulat o vreme în paralel, nuvela având succes și fiind reditată chiar și după publicarea romanului. Ele prezintă o serie de diferențe de detalii și structură, dintre care cele mai importante sunt:
- în nuvelă, Alvin este primul copil născut în 7.000 de ani în Diasparul locuit de oameni nemuritori, în timp ce romanul vorbește despre oameni cu vieți obișnuite ca lungime care se întorc peridic în Băncile Memoriei, de unde „se nasc” din nou trecerea unor perioade de timp.
- cel care îl asistă pe Alvin în nuvelă este Roden, Păstrătorul Înregistrărilor, acesta fiind înlocuit în roman de Khedron, Bufonul.
- Alvin găsește în nuvelă discipolul uman ai Stăpânului revenit din stele, care are trei roboți; romanul prezintă discipolul ca o formă de viață extraterestră, care posedă doar un robot.
- puterile psihice ale locuitorilor din Lys sunt mult mai mari în roman, ei fiind capabili să folosească chiar telepatia.

## Traduceri în limba română
- 1992 - Orașul și stelele, ed. Multistar, colecția "Dimensiuni" nr. 3, traducere Mihai-Dan Pavelescu, 272 pag., ISBN 973-9136-02-8
- 2013 - Orașul și stelele (cartonată), ed. Paladin, traducere Mihai-Dan Pavelescu, 280 pag., ISBN 978-973-124-843-1

## Vezi și
- Omul în labirint de Robert Silverberg
- Science Fiction: The 100 Best Novels
- 1956 în științifico-fantastic